# Quilificação
Quilificação é um processo químico do sistema digestivo que converte o quimo em quilo, produto da digestão, que é composto pelos nutrientes transformados em moléculas muito pequenas, mais as vitaminas e sais minerais. As substâncias que formam o quilo podem ser absorvidas pelo organismo, isto é, atravessam as células do intestino, por meio das vilosidades do intestino delgado. Com isso, ocorre a passagem das substâncias nutritivas para os capilares sanguíneos (ocorre a absorção de nutrientes). O que não é absorvido (parte da água e massa alimentar, formada principalmente pelas fibras), passa para o intestino grosso.
Os componentes do quilo são: glicose, frutose e galactose (resultantes da digestão dos carboidratos), aminoácidos (resultante da digestão das proteínas), ácidos graxos e glicerol (resultante da digestão de lipídios).